# 트론 에스펜 세임

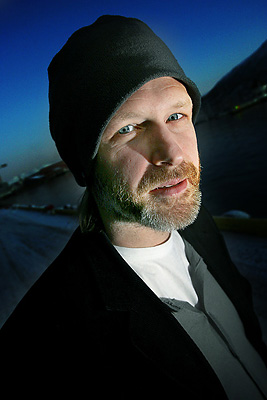

트론 에스펜 세임(노르웨이어: Trond Espen Seim, 1971년 10월 4일 ~ )은 노르웨이의 배우, 영화 감독이다.
오슬로에서 태어났다.

## 영화
- 아문센 (2019년)
- 리벤지 (2015년)
- 더 씽 (2011년) - 에드워드 울너 역
- 일급 살인 (2010년)
- 프로스트 (2009년)
- 트러블드 워터 (2008년)
- 하와이, 오슬로 (2004년)